# Albalat de Cinca
Albalat de Cinca (en castellà i oficialment Albalate de Cinca, en aragonès Albalat de Cinca) és un municipi aragonès a la província d'Osca i enquadrat a la comarca del Cinca Mitjà.